# Newtownardsi repülőtér
A Newtownardsi repülőtér (ICAO: EGAD) Észak-Írország egyik nemzetközi repülőtere, amely Newtownards közelében található. 

## Futópályák
A repülőtér futópályái:
- 03/21 (791 m, 18 m, aszfalt)
- 08/26 (566 m, 18 m, aszfalt)
- 15/33 (640 m, 18 m, aszfalt)

## Forgalom
Az utasforgalom az elmúlt években az alábbi módon változott: